# Aeroportul Nanning Wuxu
Aeroportul Nanning Wuxu (IATA: NNG, ICAO: ZGNN) este un aeroport din Wuxu⁠(d), Jiangnan District⁠(d), Nanning⁠(d), Guangxi, Republica Populară Chineză ce deservește zona Nanning⁠(d). Aeroportul a fost tranzitat în 2022 de 6.659.516 pasageri. A fost deschis în 1962 și numit după zona deservită.
Situat la o altitudine de 128 m, aeroportul dispune de o singură pistă.